# Lessertia stricta
Lessertia stricta är en ärtväxtart som beskrevs av Harriet Margaret Louisa Bolus. Lessertia stricta ingår i släktet Lessertia och familjen ärtväxter. Inga underarter finns listade i Catalogue of Life.